# Ramsau am Dachstein
Ramsau am Dachstein (auch die Ramsau) ist eine Gemeinde mit 2910 Einwohnern (Stand 1. Jänner 2025) und ein Dorf in der Expositur Gröbming im Bezirk Liezen, im österreichischen Bundesland Steiermark. Mit etwa 6.500 Gästebetten ist sie die größte Tourismusgemeinde der Steiermark. In Ramsau spielt die deutsch-österreichische Fernsehserie "Die Bergretter".

## Geografie
Ramsau liegt im Nordwesten des Bundeslandes Steiermark, am Dreiländereck mit Oberösterreich und dem Land Salzburg. Das die Ramsau umgebende Hochplateau liegt auf einer Seehöhe von 1100 bis 1700 m, unmittelbar an die Südwände des Dachsteinmassives anschließend. Der nördlich gelegene Dachsteingletscher mit seinem Ganzjahresskigebiet (Skigebiet Dachsteingletscher) ist der östlichste Gletscher der Alpen.
Von der Ramsau aus sieht man das Panorama des Dachsteinmassivs. Weit im Westen beginnt das Massiv mit dem Torstein, weiter geht es über den Mitterspitz, den Hohen Dachstein, die Dirndln, Hunerkogel (Bergstation), Koppenkarstein, dann über die Scheichenspitze, den Sinabell, die Luserwand, den Kufstein bis hin zum Stoderzinken, der sich bereits im Gebiet der Gemeinde Gröbming erstreckt.

### Gemeindegliederung
Das Gemeindegebiet umfasst die Ortschaft Ramsau am Dachstein, die Gemeinde besteht aus den Katastralgemeinden Leiten und Ramsau.
Die Gemeinde gehört zum Gerichtsbezirk Schladming und der Expositur Gröbming im Bezirk Liezen.
Die Gemeinde gliedert sich in die sechs Ortsteile Ramsau am Dachstein, Rössing, Hierzegg, Schildlehen, Leiten und Vorberg. Mit 1. August 1954 wurde der Name der Gemeinde von Ramsau in Ramsau am Dachstein geändert.

### Nachbargemeinden
Nachbargemeinden sind (im Uhrzeigersinn, beginnend im Süden): Schladming (Steiermark), Radstadt, Filzmoos (beide Land Salzburg), Gosau, Hallstatt, Obertraun (alle Oberösterreich), Haus im Ennstal (Steiermark).

## Geschichte

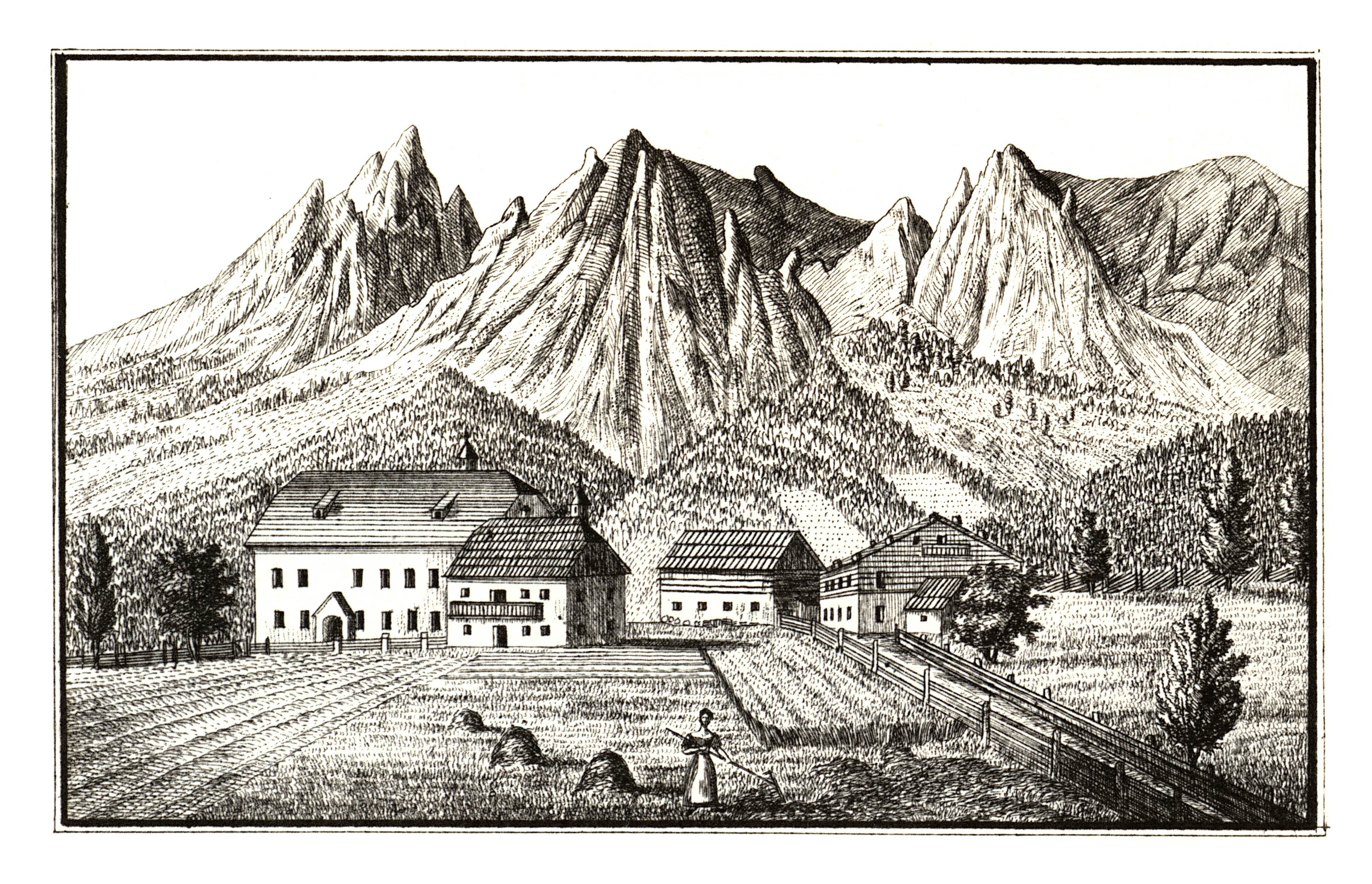
Ramsau am Dachstein, S. Kölbl, um 1830

Archäologische Funde belegen eine spätrömische, befestigte Siedlung auf der sogenannten Knallwand (Burgstaller).
Erste urkundliche Erwähnung um 1120 als Ramsowe. Der Name geht auf althochdeutsch rams (Bärlauch) und ouwa (Aue) zurück. Größte Grundbesitzer waren das Stift Admont (im Osten) und das Stift St. Peter in Salzburg (im Westen – Schildlehen). 1286 wird im Zuge eines Streits die Burg Satteneck (heute: Katzenburg) erstmals erwähnt, welche 1288 wieder zerstört wurde und keine militärische Bedeutung mehr erlangte.
Anfang des 15. Jahrhunderts erfolgte die Gründung der noch heute bestehenden Lodenwalke in Ramsau-Rössing.
Die Ramsauer Bauern galten als Pioniere des evangelisch-lutherischen Glaubens in Österreich. 1599 bis 1781 war die Zeit des Geheimprotestantismus, indem das evangelische Bekenntnis nicht mehr offen, sondern nur mehr verborgen gelebt werden konnte. Der Fürsterzbischof von Salzburg ließ im Jahr 1731 viele evangelische Bauern nach Siebenbürgen und nach Königsberg deportieren. Nach Erlass des Toleranzpatents von 1781 bekannten sich erneut 127 von 130 Familien zum evangelischen Glauben, die meisten Ramsauer Bauern erklärten sich im Jänner 1782 als lutherisch („evangelisch A.B.“). Zu den ersten Pastoren zählte Johann Georg Overbeck.
Mit der Eröffnung der Austriahütte am Fuß der Dachstein-Südwand im Jahre 1880 begann die touristische Erschließung. Einen Meilenstein in der alpinen Erschließungsgeschichte stellt die Erstbesteigung der Dachstein-Südwand durch Georg und Franz Steiner im Jahre 1909 dar.
Unterbrochen durch die beiden Weltkriege, entwickelte sich der Tourismus zum größten Wirtschaftsfaktor der Ramsau. 1969 wurde die seit den späten Zwanzigerjahren geplante Seilbahn Dachstein-Südwandbahn eröffnet und damit der Gletscher auf dem Dachsteinplateau erschlossen.
1999 fand in der Ramsau die 42. Nordische Skiweltmeisterschaft statt.
Bekanntheit erreichte die Gemeinde auch durch die ZDF/ORF-Familienserie Die Bergretter, die in Ramsau und Umgebung spielt.
Im Winter 2019 stürzte in der Nacht (14./15. Januar) eine Lawine aus dem Eiskar an den Ortsrand, und verschüttete das Hotel Kirchenwirt, die etwa 60 Anwesenden kamen mit dem Schrecken davon.

### Religion
Ramsau ist seit der Verbreitung der Reformation um 1525 mehrheitlich evangelisch geworden.
Bei der Volkszählung aus dem Jahre 2001, gaben 72 % der Befragten an, evangelischen Glaubens zu sein. Es gab 22 % Katholiken.
Die Ramsau ist damit eine der wenigen steirischen Gemeinden mit protestantischer Mehrheit.

## Kultur und Sehenswürdigkeiten

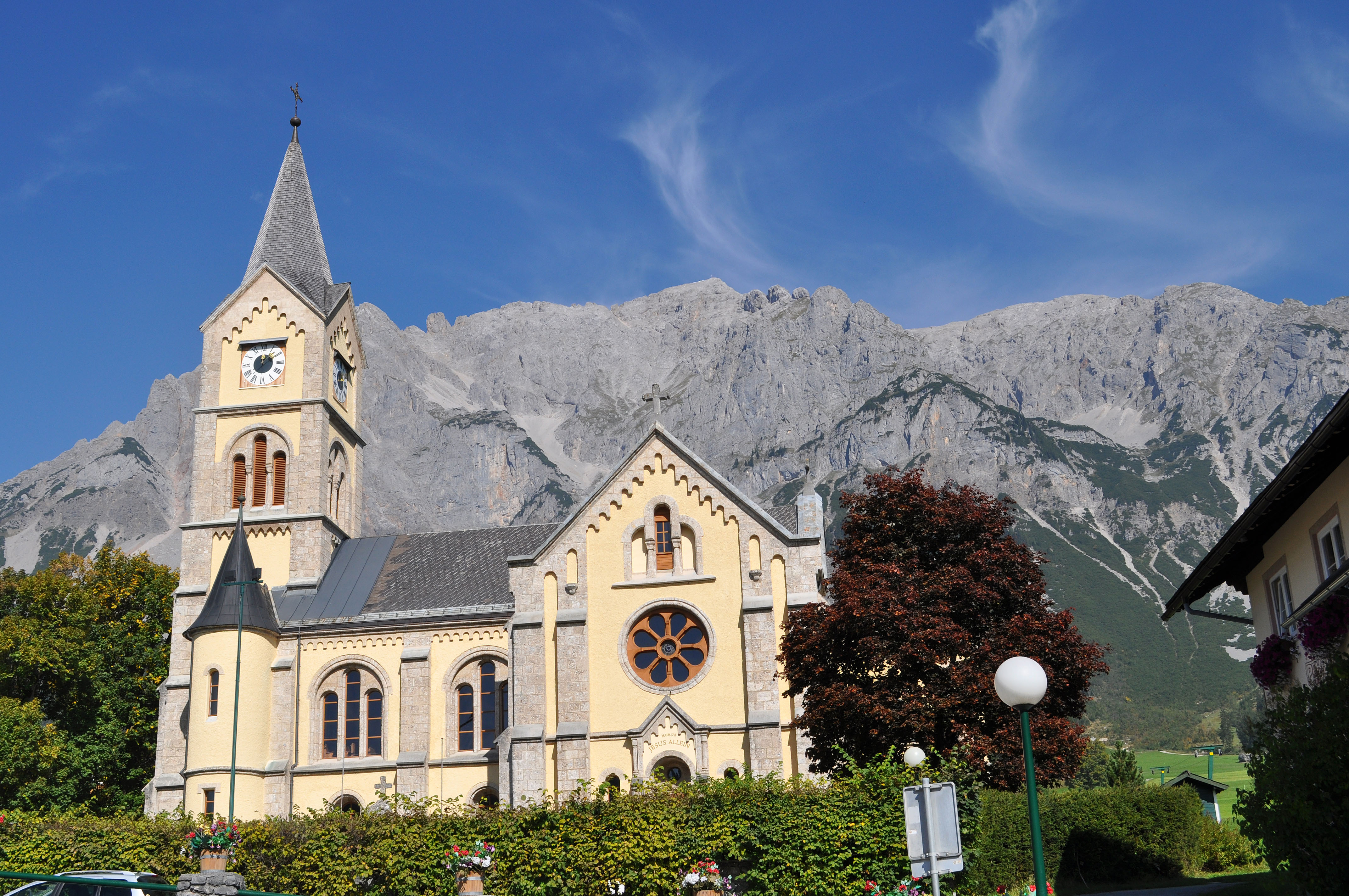
Evangelische Pfarrkirche

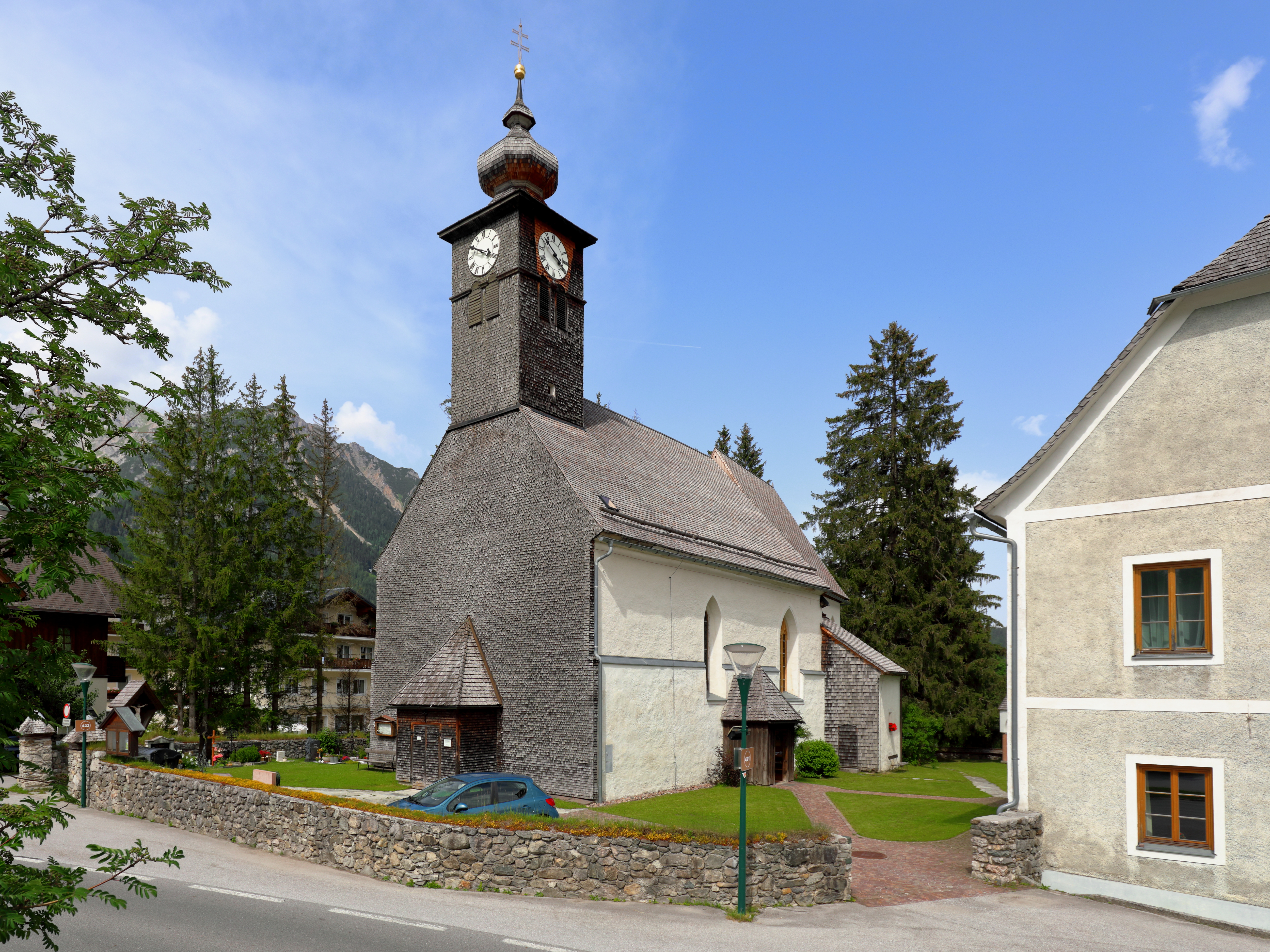
Katholische Pfarrkirche

- Evangelische Pfarrkirche Ramsau am Dachstein
- Katholische Pfarrkirche St. Rupert am Kulm
- Ruine eines Römerlagers aus dem 4. Jahrhundert oberhalb der Knallwand
- Lodenwalke Ramsau am Dachstein. Die erste Erwähnung des Betriebs war im Jahr 1434 im Admonter Urbar, einem Güterverzeichnis der Mönche vom Stift Admont. Die Lodenwalke ist somit die älteste noch aktive in Österreich und sie kann auch besichtigt werden.
- Mehrere alte Bauernhöfe machen Ramsau für Kulturinteressierte recht sehenswert. Eine aus dem 18. Jahrhundert stammende Wassermühle (Rössing) kann besichtigt werden.
- Austriahütte (1638 m): Die Berghütte beherbergt das höchstgelegene (Alpin-)Museum der Steiermark.

### Naturschutzgebiete und Naturdenkmäler
- NSG Nordwestlicher Teil der Gemeinde Ramsau am Dachstein
- NDM Felsengruppe um den Trutstein

### Kulinarische Spezialitäten
In Ramsau sind die sog. „evangelischen Krapfen“ anzutreffen (mit Weizenmehl, Hefe und Butter zubereitete Krapfen; der Weizen konnte auf dem von der Sonne begünstigten Hochplateau der mehrheitlich protestantischen Gegend besser gedeihen), die häufiger in der süßen Variante, mit Honig, Marillenmarmelade oder Puderzucker, gegessen werden, wohingegen die „katholischen Krapfen“ (aus Roggenmehl ohne Hefe und Ei zubereitet; auf den schattigen Nordhängen der Niederen Tauern im katholischen Ennstal konnte nur Roggen angebaut werden) überwiegend in der deftigen Variante, z. B. mit Sauerkraut, Kartoffeln oder mit Steirerkas bestreut, angeboten werden.

### Sport

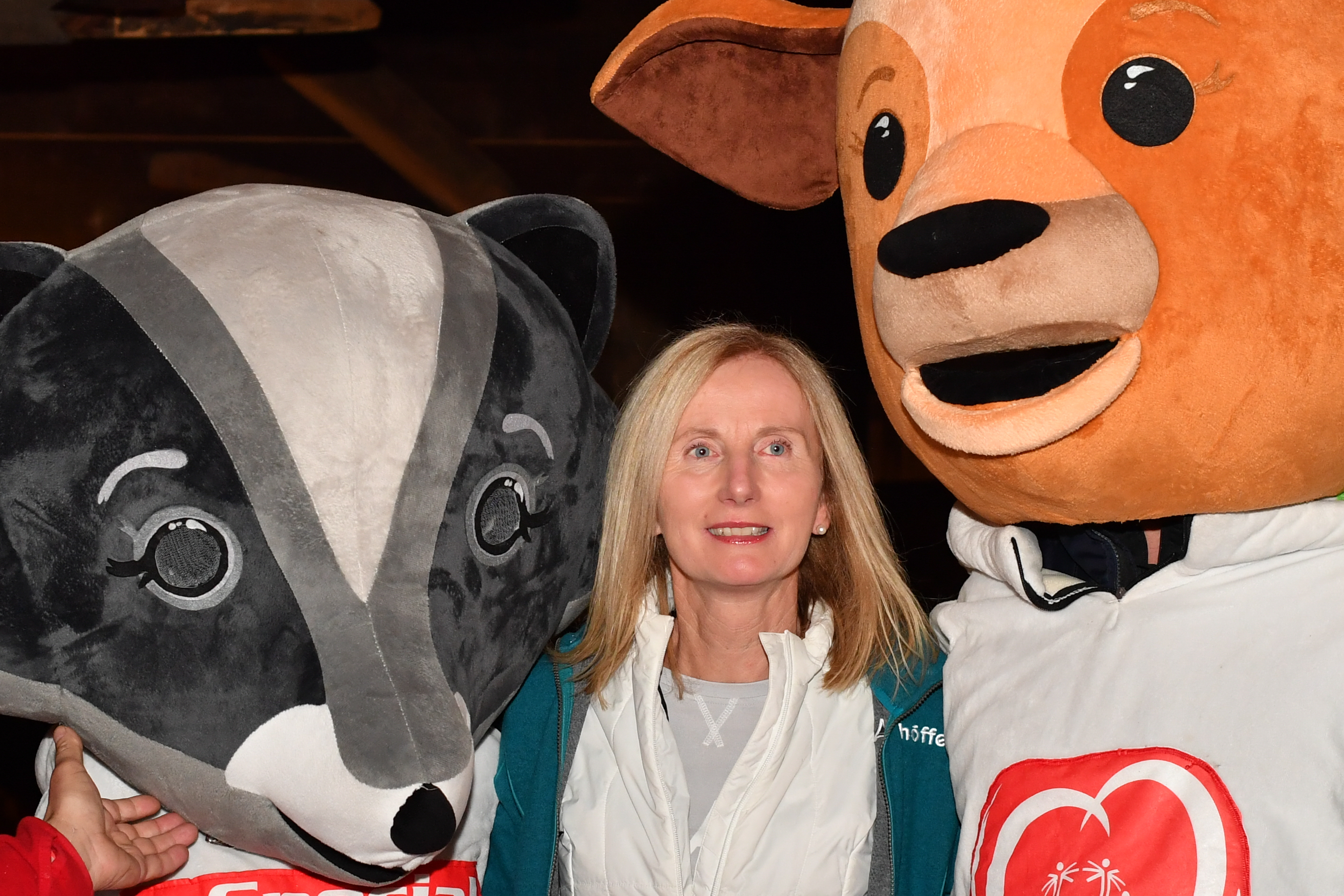
Lara und Luis, die Maskottchen der Special Olympics World Winter Games 2017

Die 11. Special Olympics World Winter Games fanden von 14. bis 25. März 2017 in Graz, Schladming und Ramsau statt. Es nahmen rund 2700 Athleten aus 107 Nationen teil. Hinzu kamen 5000 Angehörige und Trainer. In Ramsau wurden die nordischen Bewerbe Schneeschuhlauf und Ski Nordisch abgehalten.

## Wirtschaft und Infrastruktur

### Tourismus
Seit 2004 ist die Ramsau offiziell Luftkurort.
Die Gemeinde hat ihren eigenen Tourismusverband nach Steiermärkischem Tourismusgesetz 1992. Die größte Tourismusgemeinde der Steiermark (Ortsklasse A) bildet auch eine eigenständige Tourismusregion – die einzige der 8 steirischen Tourismusregion, die nur eine Gemeinde umfasst, die anderen Regionen umfassen teils ganze Landstriche.
Zusammenarbeit besteht mit den oberösterreichischen Gemeinden im Inneren Salzkammergut – insbesondere Hallstatt auf der anderen Dachsteinseite – und dem Verband Ausseerland–Salzkammergut sowie den östlichen Nachbargemeinden, mit denen man als Welterberegion Hallstatt–Dachstein/Salzkammergut firmiert.
Parallel besteht aber enge Verbindung mit den anderen Schiorten um Schladming und um den Naturpark Sölktäler im oberen steirischen Ennstal wie auch mit dem angrenzenden Pongau Salzburgs im Rahmen des Schiverbunds Ski amadé, wo man in der Skiregion Schladming–Dachstein der Ski amadé beteiligt ist – die anderen Ennstal-Gemeinden bilden den Tourismusverband Urlaubsregion Schladming–Dachstein, zu dem Ramsau nicht gehört.
Mit diesen Gemeinden war man auch in der LEADER-Region Bergregion Oberes Ennstal verbunden (2007–2013), künftig zusammen mit den steirischen Salzkammergutgemeinden als Ennstal–Ausseerland.
Die Skiregion Ramsau am Dachstein gehört zur Skiregion Schladming–Dachstein des Wintersportareals Ski amadé. Neben dem Skigebiet Dachsteingletscher, das ein eigenes Skiareal darstellt, ist der Rittisberg Mittelpunkt des alpinen Skisports in der Gemeinde. Eine Vierersesselbahn und ein Schlepplift erschließen dort fünf Pistenkilometer in allen Schwierigkeitsgraden, außerdem befindet sich dort ein Übungslift. Zudem gibt es vereinzelt oder paarweise im ganzen Gemeindegebiet verstreut insgesamt sieben Schlepplifte mit einfachen Pisten. Von der Talstation der Dachstein-Südwandbahn ist die Talfahrt nach Ramsau-Ort auf Skiern über einen Ziehweg möglich.
In Ramsau stehen Langlaufloipen mit einer Gesamtlänge von 220 Kilometern zur Verfügung.
Regelmäßig findet in Ramsau auch der Weltcup der Nordischen Kombination statt. Dafür werden die W90-Mattensprunganlage sowie die angeführten Langlaufloipen genutzt.

### Ansässige Unternehmen
- Lodenwalke Ramsau am Dachstein, im Ortsteil Rössing ist die Firma Lodenwalke ansässig, nach eigenen Angaben der älteste Gewerbebetrieb der Steiermark.

## Politik
Der Gemeinderat hat 15 Mitglieder.
- Mit den Gemeinderatswahlen in der Steiermark 2000 hatte der Gemeinderat folgende Verteilung: 10 ÖVP, 3 FPÖ und 2 SPÖ.
- Mit den Gemeinderatswahlen in der Steiermark 2005 hatte der Gemeinderat folgende Verteilung: 9 ÖVP, 4 FPÖ und 2 SPÖ.[13]
- Mit den Gemeinderatswahlen in der Steiermark 2010 hatte der Gemeinderat folgende Verteilung: 9 ÖVP, 3 LEF–Liste Ernst Fischbacher (2 Sitze nicht besetzt), 2 FPÖ und 1 SPÖ.[14]
- Mit den Gemeinderatswahlen in der Steiermark 2015 hatte der Gemeinderat folgende Verteilung: 8 LEF–Liste Ernst Fischbacher, 5 ÖVP und 2 FPÖ.[15]
- Mit den Gemeinderatswahlen in der Steiermark 2020 hatte der Gemeinderat folgende Verteilung: 11 LEF–Liste Ernst Fischbacher, 3 ÖVP und 1 NEOS.[16]
- Mit den Gemeinderatswahlen in der Steiermark 2025 hat der Gemeinderat folgende Verteilung: 6 ÖVP, 5 NEOS und 4 FPÖ.[17][18]

### Bürgermeister
- 1974–1991 Johann Berger (ÖVP)[19]
- 1991–2010 Helmut Schrempf (ÖVP)[20]
- 2010–2015 Rainer Angerer (ÖVP)
- 2015–2025 Ernst Fischbacher (Liste Ernst Fischbacher)[21]
- seit 2025 Hannes Uttinger (ÖVP)[22]

### Partnergemeinden
- Bad Blumau, Gemeinde im politischen Bezirk Hartberg-Fürstenfeld in der Oststeiermark

### Wappen
Wappenbeschreibung:
„Im grünen Schild mit einem Schildfuß von drei silbernen Spitzen ein auffliegender silberner Adler, vorne begleitet von einer silbernen Lutherrose“.
Die Lutherrose repräsentiert die evangelische Geschichte der Gemeinde. Die Verleihung des Gemeindewappens erfolgte mit Wirkung vom 1. November 1977.

## Persönlichkeiten
- Georg Irg Steiner (1888–1972), Bergsteiger
- Karl Lackner (1921–2001), Landwirt und Politiker (ÖVP)
- Leo Schlömmer (* 1936), Alpinist, Bergsteiger
- Hartmut Skerbisch (1945–2009), Architekt und Künstler
- Reinhard Tritscher (1946–2018), Skiweltcupläufer, Olympiateilnehmer
- Hans Peter Royer (1962–2013), evangelikaler Prediger, Leiter der int. Fackelträger-Bewegung, Buchautor
- Wolfgang Perner (1967–2019), Biathlet
- Lydia Prugger (* 1969), Skibergsteigerin
- Herbert Steinbäcker, Humorist Steix, Gstanzlsänger
- Achim Walcher (* 1967), Skilangläufer, Olympiateilnehmer
- Torsten Walcher (* 1971), Sporttraumatologe, Unfallchirurg